# جنان، حماة
جنان (به عربی: جنان) یک روستا در سوریه است که در حماه واقع شده‌است. جنان ۳٬۸۶۰ نفر جمعیت دارد.